# Avital
Avital eller Abital (hebreiska: אֲבִיטַל) var enligt Bibeln kung Davids femte hustru och mor till Davids son Shefatja (2 Sam. 3:4).